# 龚建华 (1962年)
龚建华（1962年6月—），男，汉族，江西南昌人，中华人民共和国政治人物。江西财经学院贸易经济系毕业，中共江西省委党校党建专业在职研究生学历。1983年7月参加工作，1984年10月加入中国共产党。

## 仕途
1983年7月，龚建华自江西财经学院贸易经济系本科毕业，进入中共江西省委农村政策研究室工作。1984年5月，他转入中共江西省委农村工作部工作，1987年10月升为副主任科员，1988年8月升为主任科员。1988年9月，他调入江西省农办。此后历任江西省农办副处长、处长、副主任，南昌市副市长、市委常委、市委政法委书记、常务副市长，中共宜春市委副书记、代市长、市长，中共抚州市委书记等职。2008年，当选第十一届全国人大代表。
2014年10月，升任中共江西省委常委、秘书长，晋升为副省级干部。2015年3月25日，转任中共江西省委常委、南昌市委书记。2016年11月8日，被免去中共南昌市委书记职务，并不再担任江西省委常委。2017年1月，当选江西省人大常委会副主任。
省级党委常委卸任后出任省级人大常委会或政协副职属于政治惯例，这种人事变动并不罕见，但多属于临退休干部“退居二线”的安排，年龄多在60岁左右。而彼时的龚建华年仅54岁，距离省部级干部退休年龄还有十多年，他甚至没有出席进行职务交接的市委全会（扩大）会议，让这一变动显得很不正常，一度引发外界关注。当时就有媒体认为他因涉及江西省委原书记、全国政协原副主席苏荣案被查，龚建华曾向苏荣夫妇行贿，为其子提供方便，他2011年调任抚州市委书记就是苏荣的大力提拔。

## 落马
2021年11月29日，中央纪委国家监委网站发布消息，龚建华涉嫌严重违纪违法，主动投案，接受中央纪委国家监委纪律审查和监察调查。
龚建华的落马令外界颇感意外。在他落马前不久的11月17日，他还曾出席江西省十三届人大常委会第三十四次会议。稍晚时候的11月23日，中国共产党江西省第十五次代表大会在南昌开幕，大会主席团成员名单中还出现了他的名字，但他并没有在26日举行的闭幕式上连任江西省委委员。
2022年5月10日，中央纪委国家监委决定给予龚建华开除党籍、开除公职处分，终止其江西省第十五次党代会代表资格，收缴其违纪违法所得，将其涉嫌犯罪问题移送检察机关依法审查起诉，所涉财物一并移送。通报中出现了罕见的搞“七个有之”、“贯彻落实党中央关于工会工作的决策部署不力，私下操作劳模评选事宜，将党和国家的荣誉私相授受”的表述，还提到他有家族式腐败的行为。
2022年8月，龚建华涉嫌受贿一案由国家监察委员会调查终结，经最高人民检察院指定，由福建省漳州市人民检察院向漳州市中级人民法院提起公诉。
2023年9月19日，福建省漳州市中级人民法院公开宣判龚建华受贿一案，经审理查明：2004年至2020年，被告人龚建华利用担任中共南昌市委副书记、常务副市长、南昌市规划土地运作领导小组组长，中共宜春市委副书记、市长，中共抚州市委书记，中共江西省委常委、南昌市委书记，江西省人大常委会副主任等职务上的便利以及职权或者地位形成的便利条件，为有关个人在土地挂牌、工程承揽、项目开发、职务晋升等事项上提供帮助，非法收受财物共计折合人民币8361万余元，因此法院以受贿罪判处龚建华有期徒刑十五年，并处罚金人民币五百五十万元；对查封、扣押、冻结在案的龚建华受贿所得及其孳息依法予以追缴，上缴国库。

## 争议言论
2015年4月，刚刚履新南昌市委书记一职的龚建华在市委十届十一次全体（扩大）会议上说，自己最不能容忍的是班子不团结，“上级说下级坏话是无能，下级说上级坏话是无德”，“大家要用心珍惜、用情呵护一起共事的缘分与友谊，决不做诋毁、诽谤、排挤同志的缺德事”。
这一言论引起了媒体热议：《解放日报》刊文称，不应对所有“坏话”都一棒子打死，有些“坏话”是出于无奈。文章还举出了听不得反对意见的江西省委原书记苏荣的例子。